# Pitchtuner
Pitchtuner est un groupe japano-allemand de rock électronique, originaire de  Dresde.

## Histoire
Johannes Marx, qui gère en parallèle un petit studio d'enregistrement à Berlin et est anciennement actif dans le groupe Planet 9, et Miki Yoshimura (originaire d'Osaka) se rencontrent en 2001 à Dresde et forment Pitchtuner avec le batteur Stefan Weiß,,.
Les deux premiers albums — Flight Up the Winding Stairs et Spiny Lure, sortis en 2002 — sont encore réalisés dans leur propre salon. Le troisième album est enregistré en direct en collaboration avec le producteur Moses Schneider (entre autres Beatsteaks, Tocotronic et Mediengruppe Telekommander). Dès le début, l'idée de Pitchtuner est de réunir la musique électronique, qui vit de la diversité de la production sonore et se caractérise moins par son dynamisme et sa vivacité, et le style musical du groupe. Lors des représentations en direct, la guitare, la basse et la batterie vont donc de pair avec les sources sonores électroniques.
Le nom du groupe, Pitchtuner, sert ici à désigner l'image idéale de la machine parfaitement adaptée à l'homme. Dans ce but, Johannes Marx développe de nombreux instruments et contrôleurs qu'il utilise également en live. Pour la sortie de l'album Ready to Go, un robot « PiTuRo » d'environ 30 cm de haut est développé en collaboration avec l'artiste japonaise Shoxxx, qui se produit sur scène avec le groupe. La réalisation technique fait appel au microcontrôleur open source « Arduino » ou à ses évolutions.
En 2008, le groupe sort son album Riding the Fire, qui est réédité deux fois entre 2010 et 2012. En 2022, le groupe sort son album Dirty Loops au label Burning Friends Records.

## Discographie

### Albums studio
- 2002 : Flight Up the Winding Stairs (Doxa Records)
- 2002 : Spiny Lure (Doxa Records)
- 2008 : Riding the Fire (Doxa Records)
- 2010 : Riding the Fire – Japan Re-Release (Vinyl Records)
- 2012 : Riding the Fire – China Re-Release (Fake Music Media)
- 2014 : Ready to Go (Motor Music)
- 2022 : Dirty Loops (Burning Friends Records)

### Singles et EP
- 2002 : It's Time to (Doxa Records)
- 2003 : Wanton Fever (Doxa Records)
- 2005 : Flic Flac (Doxa Records)
- 2011 : Living Dead (Burning Friends Records)
- 2014 : Anniversary Song (Motor Music)
- 2014 : Ready to Go (Motor Music)
- 2015 : Unity Wins (Motor Music)
- 2015 : And No One Saw this Coming (Motor Music)
- 2021 : I'm Voting with My Wallet (Burning Friends Records)
- 2022 : Shuga (Burning Friends Records)
- 2022 : Where Are Our Minds? (Burning Friends Records)

### Apparitions
- 2002 : Ming – Extérieur RMX
- 2003 : Electricity Festival Compilation – Gold Ray
- 2004 : 10 Days Off Sampler – Shocco
- 2004 : Styrofoam – Nothing's Lost (Duett von Miki Yoshimura mit Bent Van Looy von Das Pop) (Morr Music)
- 2005 : Music Boutique – Can I Reach You (Rambling Records)
- 2007 : Did You D:Qliq? – Raindrops
- 2008 : The Berlin String Theory – Heaven arrangiert von Nackt (Warren Suicide)
- 2014 : Motor Tunes, Vol II – Ready to Go